# Svjetsko prvenstvo u rukometu za žene – Rusija 2005.
Svjetsko prvenstvo u rukometu za žene 2005. održano je u Rusiji od 5. do 18. prosinca 2005. godine.

## Konačni poredak
- Zlato: Rusija
- Srebro: Rumunjska
- Bronca : Mađarska

## Vanjske poveznice
- www.ihf.info - SP 2005